# 벌교초등학교 제석분교
벌교초등학교 제석분교는 전라남도 보성군 벌교읍 장호길 14 (장양리)에 있었던 초등학교이다.

## 연혁
- 1967년 3월 1일 벌교북국민학교 장양분교장 인가
- 1968년 6월 5일 벌교북국민학교 장양분교장 개교
- 1969년 3월 1일 벌교제석국민학교 인가
- 1984년 3월 1일 병설유치원 1학급 개원
- 1996년 3월 1일 벌교제석초등학교로 개명
- 2000년 3월 1일 벌교초등학교 제석분교장 격하
- 2015년 3월 1일 폐교